# Jean-Frédéric Edelmann
Jean-Frédéric Edelmann (även Johann Friedrich Edelmann), född 5 maj 1749, död 17 juli 1794, var en fransk cembalist, pianist och kompositör. Edelmann föddes i Strasbourg där hans familj var orgel- och cembalomakare. Efter att ha studerat juridik och musik vid det protestantiska universitetet i Strasbourg flyttade han 1774 till Paris där han försörjde sig som pianist och pianolärare. Han fick även ett rykte om sig som kompositör i italiensk stil. Bland hans elever fanns Étienne-Nicolas Méhul och Jean-Louis Adam, far till Adolphe Adam. Möjligen arbetade han även en tid i London. Under franska revolutionen utnämndes han till administratör i Bas-Rhin. I juli 1794 arresterades han och avrättades med giljotin på grund av sitt medlemskap i den jakobinska fraktionen.

## Verk
- Op.1 6 Klaversonater
- Op.2 6 Klaversonater
- Op.3 2 Klaversonater
- Op.4 Klaverkonsert i D-dur
- Op.5 4 Klaversonater
- Op.6 3 Klaversonater
- Op.7 2 Klaversonater
- Op.8 3 Klaversonater
- Op.9 4 Klaverkvartetter
- Op.10 4 Klaversonater
- Op.11 Opera, La bergère des Alpes (Paris 20 juli 1781)
- Op.12 Klaverkonsert i a-moll
- Op.13 4 Klaverkvartetter
- Op.14 3 Klaverkonserter
- Op.15 4 Klaverkvartetter
  - Nr.1 Le rendez-vous
  - Nr.2 La toilette de Vénus
  - Nr.3 Les regrets d'Herminie
  - Nr.4 La partie de chasse
- Op.16 Airs för klaver

Opublicerade verk
- Oratorium, Esther (Paris, Concert spirituel, 8 april 1781), försvunnen
- Opera, Ariane dans l’isle de Naxos (Paris, Operan, 24 september 1782)
- Balett Feu (Paris, Operan, 24 september 1782)
- Opera Diane et l’amour

## Fotnoter
1. 1 2  SNAC, SNAC Ark-ID: w6x92wnb, läs online, läst: 9 oktober 2017.[källa från Wikidata]
2. 1 2  International Music Score Library Project, IMSLP-ID: Category:Edelmann,_Jean-Frédéric, läst: 9 oktober 2017.[källa från Wikidata]
3. 1 2  Musicalics, Musicalics kompositörs-ID: 88976.[källa från Wikidata]
4. ↑  Operone, Operone kompositörs-ID: edelmann, läst: 5 april 2022.[källa från Wikidata]